# Ansitz Hauberrisser
Der ehemalige Ansitz Hauberrisser ist ein Grazer Herrenhaus, das in der Nähe des Schlosses St. Martin in der Kehlbergstraße 127 steht. Seine Geschichte geht bis auf das Jahr 1617 zurück.

## Geschichte
Der Ansitz wurde laut einer Inschrift im Jahr 1617 errichtet. Im zweiten Viertel des 19. Jahrhunderts ließ Georg Hauberrisser der Ältere das Gebäude zu einem Gutshof aus- und umbauen. Im Jahr 1956 wurde das Gebäude restauriert.

## Beschreibung
Auf einer Anhöhe im ehemaligen Weingarten steht ein Weinhüterhaus oder Salettl, welches vermutlich von Hauberrisser erbaut wurde. An der Kreuzung der Kehlbergstraße mit der Martinhofstraße befindet sich das ehemalige Wirtschaftsgebäude. Dieses wurde ausgebaut und wird heute für Wohnzwecke genutzt. Es hat ein auf das Jahr 1835 datiertes Korbbogen-Steintor.
Die Türrahmung im Gebäudeinneren des Ansitzes wurde genauso wie die profilierte Holzbalkendecke im Jahr 1617 gefertigt. Das teilweise intarsierte spätbarocke, im dritten Viertel des 18. Jahrhunderts hergestellte Mobiliar stammt aus dem ehemaligen Schloss Pöllau.